# 梓潼無銘闕
梓潼無銘闕位於四川省梓潼縣，文物遺址年代判定為漢代。1961年7月13日公佈為四川省第二批歷史及革命文物保護單位。1980年7月7日四川省重新公佈第一批文物保護單位時因毀壞而註銷。
此闕在梓潼縣城西約0.5公里處。它位於川陝公路西側，距公路約50米，當地人呼為「九塊石」。現僅存左闕的耳闕，其主闕及右闕均已失去。闕的方向為西偏南8度，石質為淺青灰色細砂石。左闕耳闕現存台基、闕身、樓部及頂蓋四部份，通高354厘米。

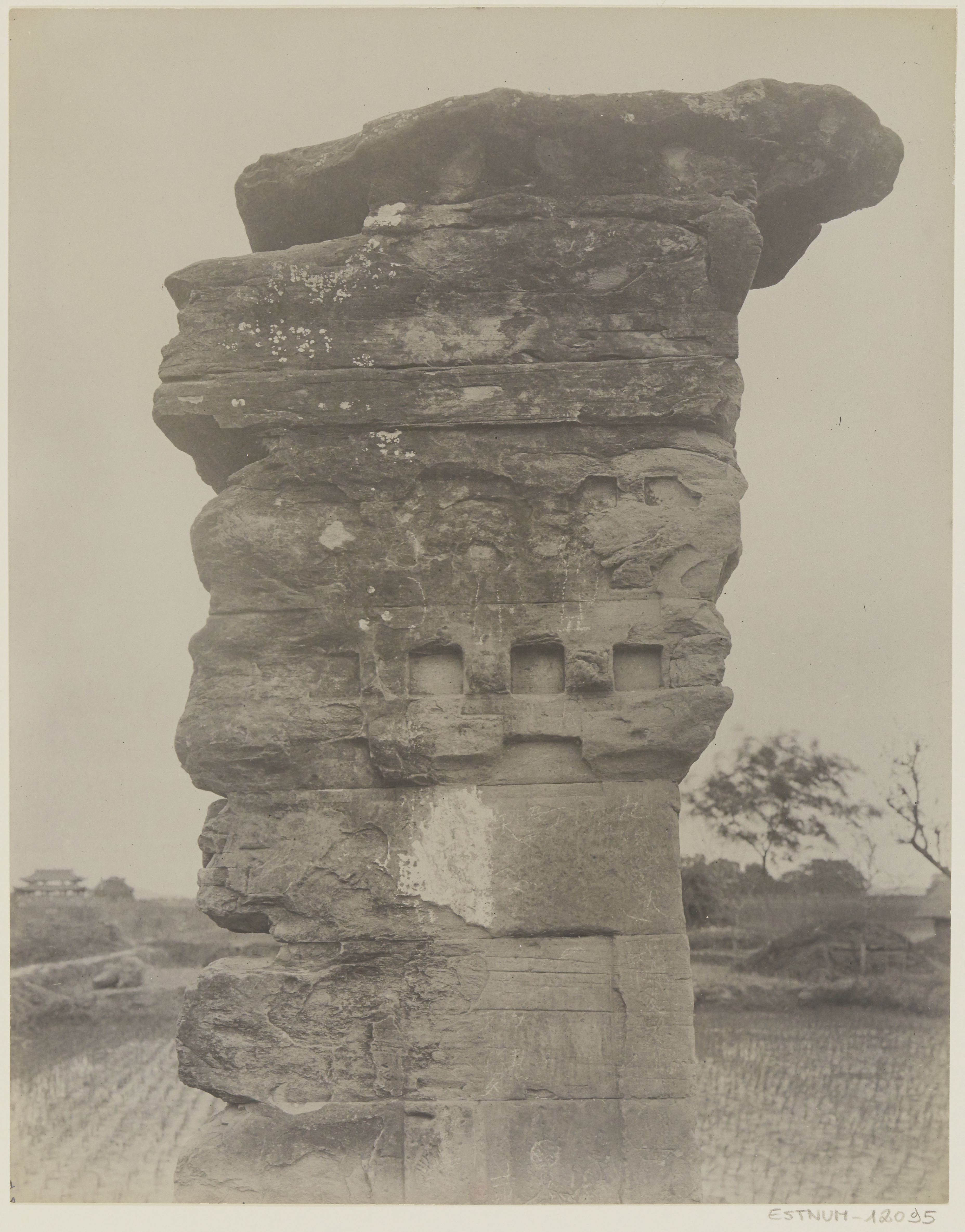
法国人謝閣蘭1914年拍攝的梓潼無銘闕
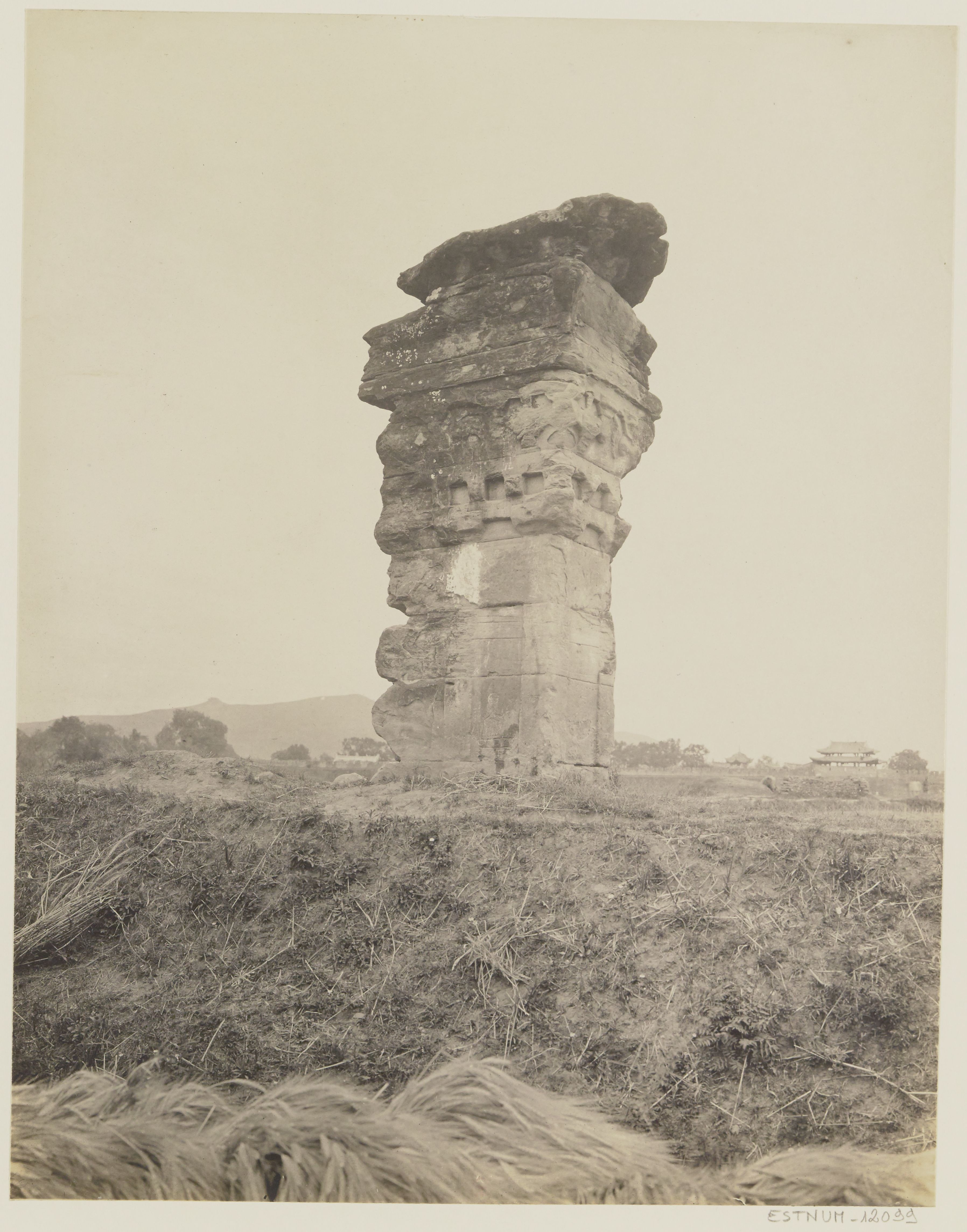
法国人謝閣蘭1914年拍攝的梓潼無銘闕
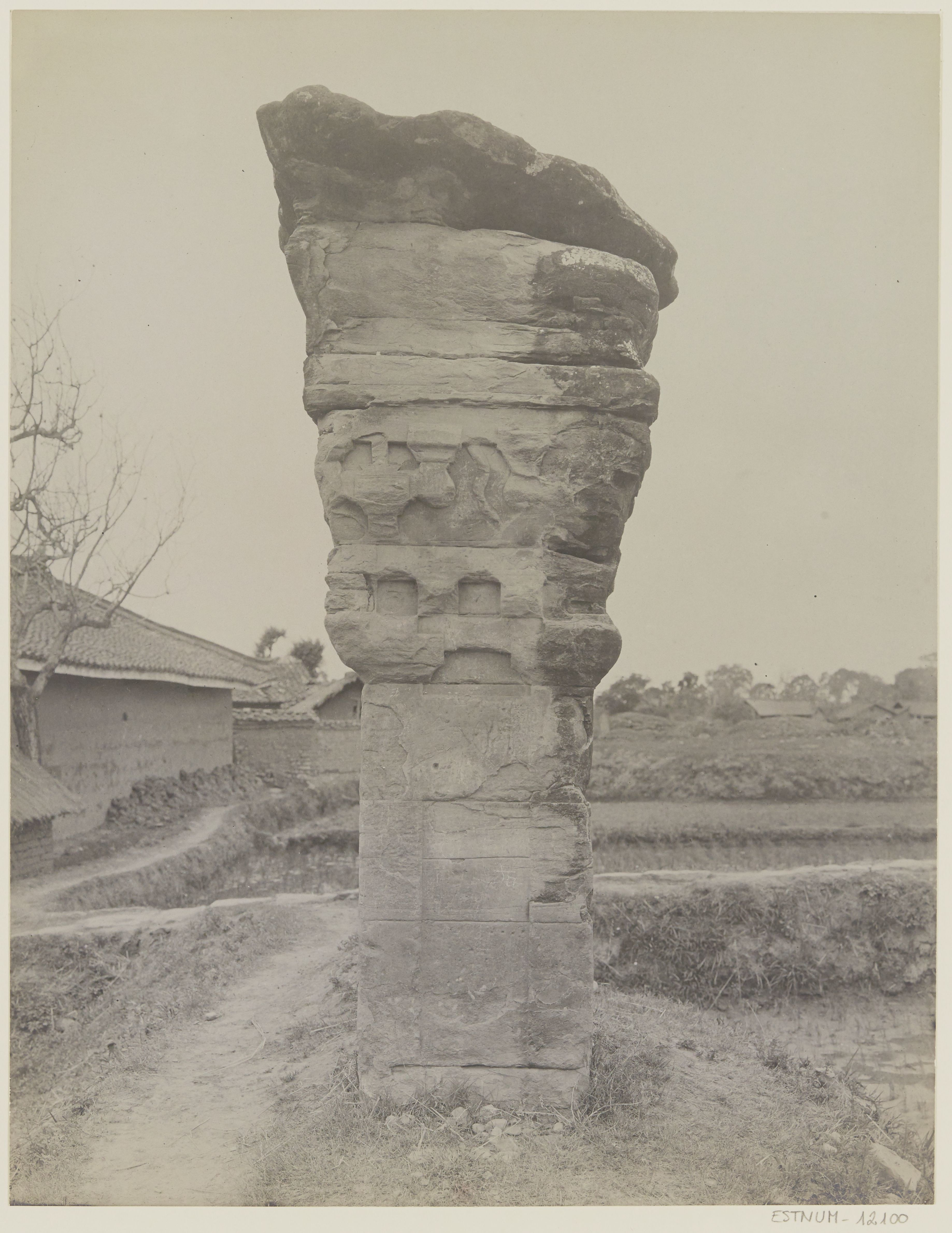
法国人謝閣蘭1914年拍攝的梓潼無銘闕